# Stefano Pignatelli
Stefano Pignatelli (Piegaro, 1578 – Roma, 12 agosto 1623) è stato un cardinale italiano.

## Biografia
Nonostante il nome, non era un membro dell'omonima famiglia principesca napoletana.
Compì studi di diritto all'Università di Perugia, dove divenne intimo amico del futuro cardinal nipote Scipione Caffarelli-Borghese, che lo chiamò a sé a Roma quando suo zio venne eletto papa col nome di Paolo V. Sempre su pressione del cardinal nipote venne creato cardinale nel concistoro dell'11 gennaio 1621.
Stefano Pignatelli si dimostrò uomo degno della porpora concessagli, in modo particolare come protettore delle arti, commissionando quadri al Guercino e musiche per liuto e chitarrone a Giovanni Girolamo Kapsberger.
È sepolto a Roma, nella basilica di Santa Maria sopra Minerva.